# Grand Prix Formule 1 van Nederland 1964
De Grand Prix Formule 1 van Nederland 1964 werd gehouden op 24 mei op het circuit van Zandvoort. Het was de tweede race van het seizoen.

## Uitslag
| Pos. | Nr. | Coureur                 | Constructeur   | Rondes | Tijd / Oorzaak uitval | Grid | Punten |
| ---- | --- | ----------------------- | -------------- | ------ | --------------------- | ---- | ------ |
| 1    | 18  | Jim Clark               | Lotus-Climax   | 80     | 2:07:35.4             | 2    | 9      |
| 2    | 2   | John Surtees            | Ferrari        | 80     | + 53.6                | 4    | 6      |
| 3    | 20  | Peter Arundell          | Lotus-Climax   | 79     | + 1 Ronde             | 6    | 4      |
| 4    | 6   | Graham Hill             | BRM            | 79     | + 1 Ronde             | 3    | 3      |
| 5    | 10  | Chris Amon              | Lotus-BRM      | 79     | + 1 Ronde             | 13   | 2      |
| 6    | 34  | Bob Anderson            | Brabham-Climax | 78     | + 2 Rondes            | 11   | 1      |
| 7    | 24  | Bruce McLaren           | Cooper-Climax  | 78     | + 2 Rondes            | 5    |        |
| 8    | 22  | Phil Hill               | Cooper-Climax  | 76     | + 4 Rondes            | 9    |        |
| 9    | 26  | Jo Bonnier              | Brabham-BRM    | 76     | + 4 Rondes            | 12   |        |
| 10   | 32  | Giancarlo Baghetti      | BRM            | 74     | + 6 Rondes            | 16   |        |
| 11   | 8   | Richie Ginther          | BRM            | 64     | + 16 Rondes           | 8    |        |
| 12   | 12  | Mike Hailwood           | Lotus-BRM      | 57     | Differentieel         | 14   |        |
| 13   | 36  | Jo Siffert              | Brabham-BRM    | 55     | + 25 Rondes           | 18   |        |
| NF   | 14  | Jack Brabham            | Brabham-Climax | 44     | Ontsteking            | 7    |        |
| NF   | 16  | Dan Gurney              | Brabham-Climax | 23     | Stuurfout             | 1    |        |
| NF   | 4   | Lorenzo Bandini         | Ferrari        | 20     | Ontsteking            | 10   |        |
| NF   | 28  | Carel Godin de Beaufort | Porsche        | 8      | Motor                 | 17   |        |
| NS   | 30  | Tony Maggs              | BRM            |        | Ongeluk               | (15) |        |

## Statistieken
| Pole-position | Dan Gurney | Brabham-Climax | 1:31.2 |
| Snelste ronde | Jim Clark  | Lotus-Climax   | 1:32.8 |

## Noot
- Dit was de vijftigste snelste ronde voor een Britse coureur.